# 広平府

直隷省の広平府の位置（1820年）

広平府（廣平府、こうへいふ）は、中国にかつて存在した府。明代から民国初年にかけて、現在の河北省邯鄲市一帯に設置された。
広平府の中心が置かれたのは、現在の邯鄲市永年区の広府鎮であり、明清代の城郭都市の城壁および街並みがよく保存されている。

## 概要
1368年（洪武元年）、明により広平路が広平府と改められた。広平府は北直隷に属し、永年・曲周・肥郷・鶏沢・広平・成安・邯鄲・威・清河の9県を管轄した。
清のとき、広平府は直隷省に属し、永年・曲周・肥郷・鶏沢・広平・成安・邯鄲・威・清河・磁州の1州9県を管轄した。
1913年、中華民国により広平府は廃止された。